# Chiesa di San Nicolò (Terzolas)
La chiesa di San Nicolò è la parrocchiale di Terzolas in Trentino. Fa parte della zona pastorale delle Valli del Noce dell'arcidiocesi di Trento e risale al XIII secolo.

## Storia

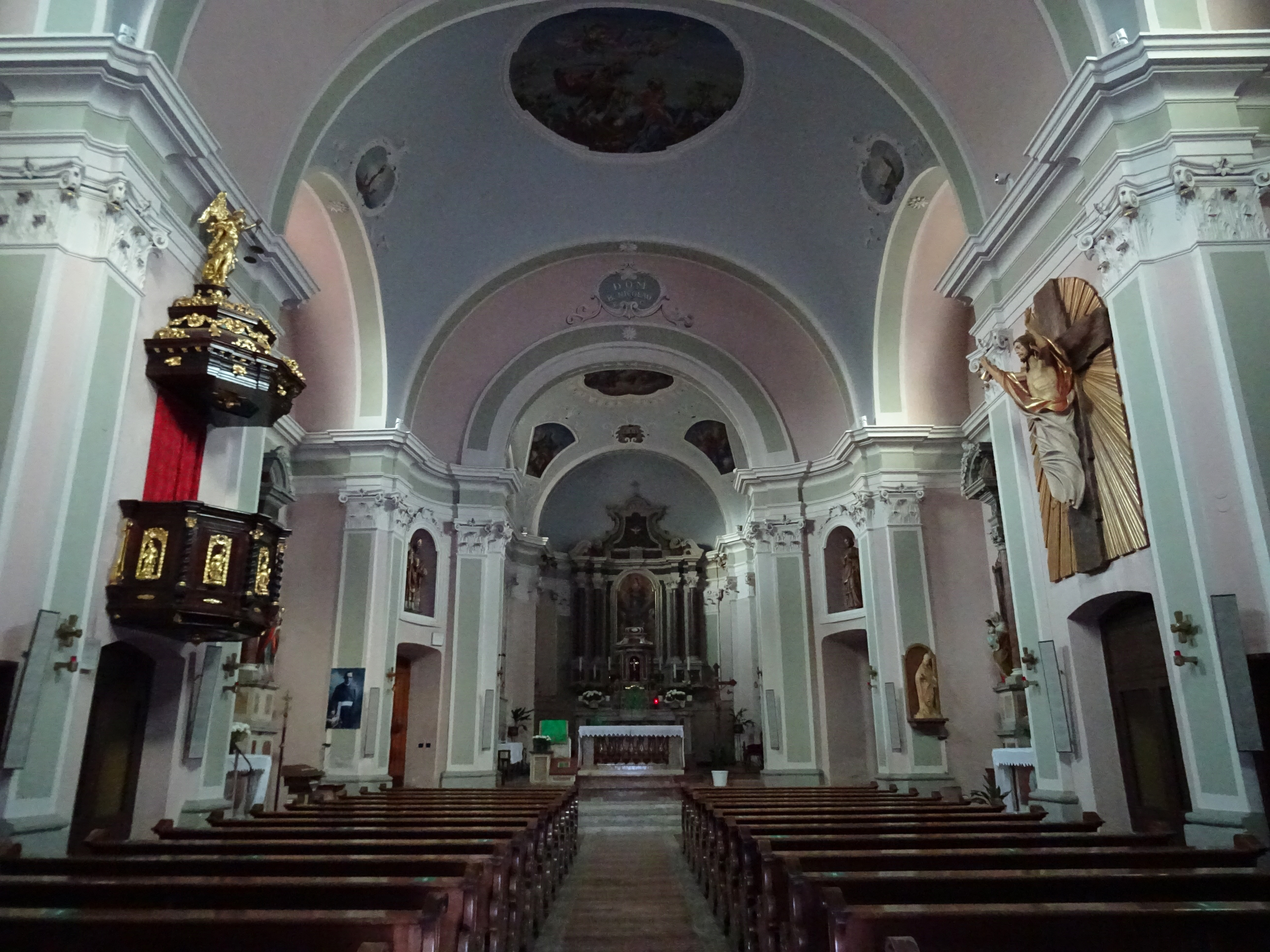
Interno.

Il luogo di culto a Terzolas viene citato una prima volta all'inizio del XIII secolo nel Codex Vangianus fatto compilare a partire dal 1215 dal principe vescovo di Trento Federico Vanga e se ne ha una seconda documentazione scritta nel 1312.
Nel 1710 la chiesa venne elevata a dignità curaziale, legata alla pieve di Malé, la chiesa di Santa Maria Assunta.

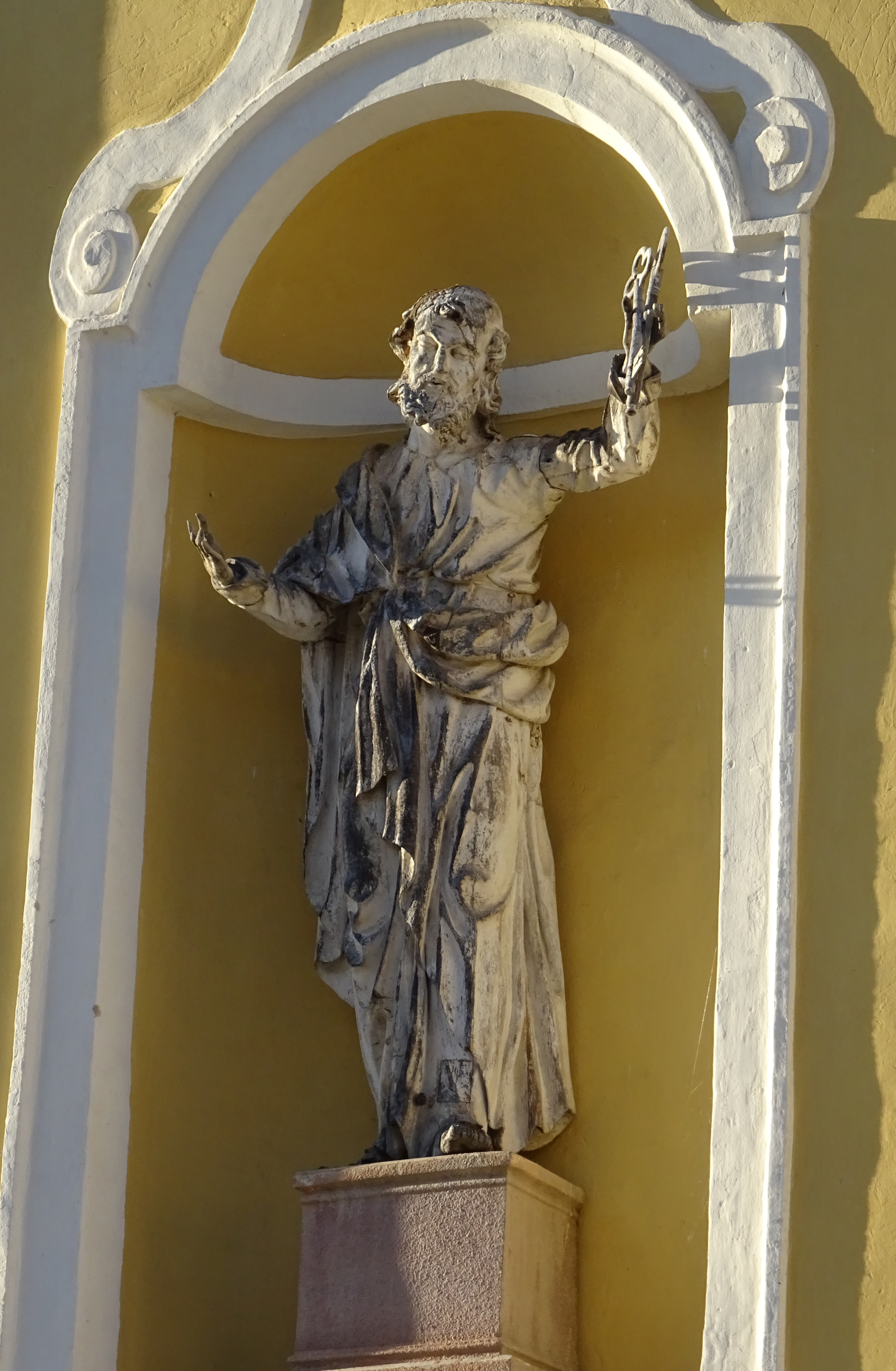
Statua che raffigura San Pietro sulla facciata.

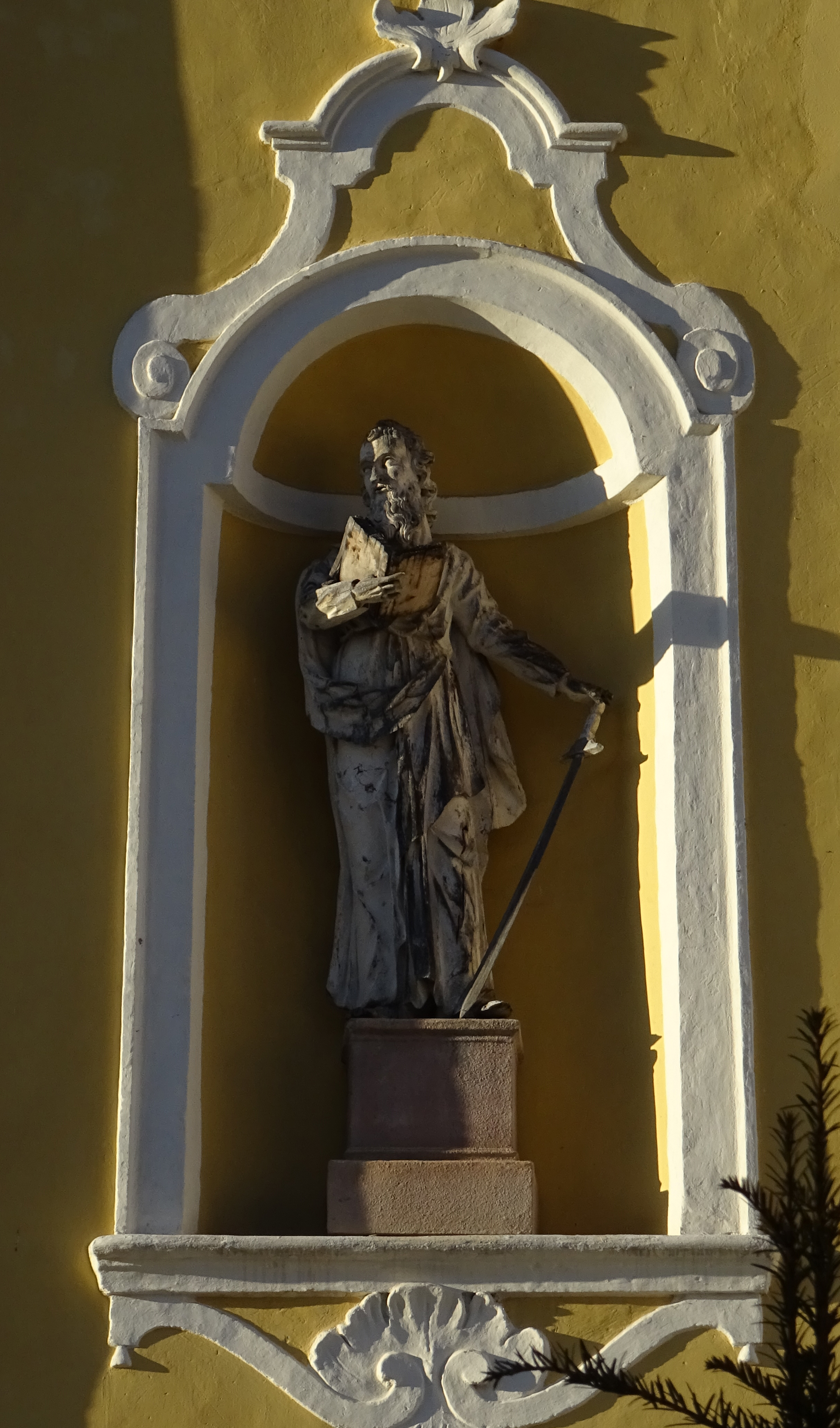
Statua che raffigura San Paolo sulla facciata.

A partire dal 1784 l'antico edificio fu oggetto di una completa ricostruzione, affidata ai maestri muratori clesiani Bartolomeo, Francesco e Ignazio Leita, e il lavoro fu ultimato nel 1801. L'elegante portale in pietra venne scolpito dal tagliapietre Giovanni Zadra. La torre campanaria rimase quella originale e la parte absidale con il presbiterio venne riutilizzata per la sagrestia.
Ultimata la parte muraria gli interni furono decorati con stucchi da Antonio e Leone Casellini e da affreschi da Pietro Paolo dalla Torre. La solenne consacrazione fu celebrata nel 1825 dal vescovo Francesco Saverio Luschin. Poco più di cinquanta anni più tardi fu necessario un intervento per sistemare la pavimentazione, la volta e rinnovare la tinteggiatura. Fu elevata a dignità di chiesa parrocchiale nel 1943.
L'ultimo importante intervento ha riguardato l'adeguamento liturgico realizzato tra il 1969 e il 1975 con carattere permanente. 
La mensa rivolta al popolo è posta al centro del presbiterio e si è ottenuta anche dalle balaustre storiche che sono state rimosse. L'ambone è stato costruito con elementi marmorei e lignei. La sede del celebrante si trova accostata alla parete destra del presbiterio. La custodia dell'Eucaristia col suo tabernacolo è stata mantenuta nell'altare maggiore storico.

## Descrizione

### Esterni
La chiesa si trova nella piazza del centro abitato di Terzolas e mostra orientamento verso nord-ovest. La facciata è bipartita orizzontalmente dalla modanatura sporgente che prosegue sui fianchi come intradosso della copertura del tetto. Verticalmemte è tripartita da quattro parateste. Nel settore inferiore si trovano il grande portale con architrave e decorazione lapidea sormontato, in asse, dalla grande finestra con contorno superiore mistilineo che porta luce alla sala. Ai lati vi sono due nicchie che ospitano le statue che raffigurano San Pietro e San paolo. Il frontone mistilineo conclude il prospetto principale. La torre campanaria è posta in posizione arretrata sulla destra. La cella si apre con quattro finestre a monofora e la copertura apicale è una piramide a base quadrata.

### Interni
La navata interna è unica con due campate e il presbiterio è leggermente rialzato. Risulta degna di attenzione la pala posta sull'altare laterale a sinistra che raffigura l'Angelo che ridà la vista a Tobia, attribuita a D. Delpero. La pala dell'altare del secondo altare laterale a destra è attribuita ad Angelo Ambrosi di Borgo Valsugana.